# Панамериканский чемпионат по дзюдо 2012
Панамериканский чемпионат по дзюдо 2012 года прошёл в городе Монреаль (Канада) 27 — 29 апреля. В соревнования участвовали 149 спортсменов из 23 стран (81 мужчина и 68 женщин).

## Медалисты

### Мужчины
| Категория    | Золото                        | Серебро                      | Бронза                                                 |
| ------------ | ----------------------------- | ---------------------------- | ------------------------------------------------------ |
| до 55 кг     | Кристиан Тоала · Эквадор      | Махди Зегир · Канада         | Фреди Лопес · Сальвадор Натан Кирни · США              |
| до 60 кг     | Фелипе Китадай · Бразилия     | Серхио Пессоа · Канада       | Бирбриер, Эрнан · Аргентина Хавьер Гедес · Венесуэла   |
| до 66 кг     | Леонардо Кунья · Бразилия     | Саша Мехмедович · Канада     | Рикарод Вальдеррама · Венесуэла Брэдфорд Болен · США   |
| до 73 кг     | Рональд Гиронес · Куба        | Бруно Мендоса · Бразилия     | Николас Дельпополо · США Алехандро Клара · Аргентина   |
| до 81 кг     | Леонардо Гуилхейро · Бразилия | Антуан Валуа-Фортье · Канада | Эммануэль Люсенти · Аргентина Педро Кастро · Колумбия  |
| до 90 кг     | Александр Эмонд · Канада      | Аслей Гонсалес · Куба        | Эдуардо Беттони · Бразилия Мервин Родригес · Венесуэла |
| до 100 кг    | Ренан Нуньес · Бразилия       | Кристиан Шмидт · Аргентина   | Итало Кордова · Чили Орейдис Деспайне · Куба           |
| свыше 100 кг | Рафаэль Силва · Бразилия      | Оскар Брайсон · Куба         | Энтони Тёрнер · США Карлос Зегарра · Перу              |

### Женщины
| Категория   | Золото                   | Серебро                      | Бронза                                                     |
| ----------- | ------------------------ | ---------------------------- | ---------------------------------------------------------- |
| до 48 кг    | Даярис Местре · Куба     | Сара Менезес · Бразилия      | Лус Альварес · Колумбия Эдна Каррильо · Мексика            |
| до 52 кг    | Эрика Миранда · Бразилия | Юлиет Санчес · Колумбия      | Мария Гарсия · Доминиканская Республика Янет Акоста · Куба |
| до 57 кг    | Рафаэла Силва · Бразилия | Ядинис Амарис · Колумбия     | Джулиан Мелашон · Канада Юрислейди Лупетей · Куба          |
| до 63 кг    | Ярица Абель · Куба       | Эстефания Гарсия · Эквадор   | Мариана · Бразилия Джессика Гарсия · Пуэрто-Рико           |
| до 70 кг    | Мария Портела · Бразилия | Оникс Алдама · Куба          | Юри Альвеар · Колумбия Келита Зупанчич · Канада            |
| до 78 кг    | Майра Агиар · Бразилия   | Яленнис Рамирес · Куба       | Энни Кортес · Колумбия Эми Коттон · Канада                 |
| свыше 78 кг | Идалис Ортис · Куба      | Мелисса Можика · Пуэрто-Рико | Ванесса Замботти · Мексика Мария Альтеман · Бразилия       |

## Медальный зачёт
*   Принимающая страна (Канада)
| Место           | Страна                   | Золото | Серебро | Бронза | Всего |
| --------------- | ------------------------ | ------ | ------- | ------ | ----- |
| 1               | Бразилия                 | 9      | 2       | 3      | 14    |
| 2               | Куба                     | 4      | 4       | 3      | 11    |
| 3               | Канада*                  | 1      | 4       | 3      | 8     |
| 4               | Эквадор                  | 1      | 1       | 0      | 2     |
| 5               | Колумбия                 | 0      | 2       | 4      | 6     |
| 6               | Аргентина                | 0      | 1       | 3      | 4     |
| 7               | Пуэрто-Рико              | 0      | 1       | 1      | 2     |
| 8               | США                      | 0      | 0       | 4      | 4     |
| 9               | Венесуэла                | 0      | 0       | 3      | 3     |
| 10              | Мексика                  | 0      | 0       | 2      | 2     |
| 11              | Доминиканская Республика | 0      | 0       | 1      | 1     |
| 11              | Перу                     | 0      | 0       | 1      | 1     |
| 11              | Сальвадор                | 0      | 0       | 1      | 1     |
| 11              | Чили                     | 0      | 0       | 1      | 1     |
| Всего стран: 14 | Всего стран: 14          | 15     | 15      | 30     | 60    |